# Urban Aeronautics AirMule
Das AirMule (deutsch: Luftmaultier) ist ein unbemanntes Luftfahrzeug mit VTOL-Eigenschaften des israelischen Herstellers Urban Aeronautics. Das Fahrzeug hat in der konstruktiven Auslegung sehr große Ähnlichkeit mit dem in den 1950er-Jahren erprobten, aber zugunsten konventioneller Helikopter wieder aufgegebenen Konzept des „Flying Jeep“.

## Geschichte
Erste Überlegungen entstanden aufgrund der Erkenntnisse aus dem Libanonkrieg 2006. Mit grundlegenden Ideen zu dem Konzept machte sich Urban Aeronautics 2006 auf die Suche nach Partnern für die Entwicklung und Vermarktung des neuartigen Fluggerätes. Die eigentliche Entwicklung des AirMule begann im Jahr 2007, worauf der Erstflug im Januar 2009 folgte. Während der ersten Schwebeflüge war das AirMule mit Leinen am Boden gesichert. Auch das ursprüngliche Kufenlandegestell wurde nachträglich durch ein Radlandewerk ersetzt. Nachdem sich die Flugtestaktivitäten aufgrund eines Unfalls am Boden verzögert hatten, fand der erste ungefesselte Flug am 30. Dezember 2015 statt. 2016[veraltet] sollen erstmals missionsrelevante Szenarien demonstriert werden.

## Konstruktion
Die Struktur des AirMule besteht aus Kohlenstofffaser-Verbundwerkstoffen. Die Laderäume für die Nutzlast befinden sich seitlich der Rumpfmittellinie zwischen den beiden Auftriebsgebläsen. Der Vortrieb erfolgt über zwei im Heckbereich angebrachte kleinere Mantelpropeller. Die Konstruktion berücksichtigt grundlegende Stealthprinzipien. Für militärische Anwendungen ist die Einrüstung von Flares und Düppeln geplant.
Der Antrieb der Auftriebsgebläse und Mantelpropeller erfolgt über eine zentral angeordnete Wellenturbine. Der ursprüngliche Vierblattrotor wurde später durch eine Variante mit sechs Blättern ersetzt. Der erste Prototyp wurde ursprünglich mit einem Turbomeca Arriel 1D1 ausgestattet, das später jedoch durch die leistungsfähigere Variante Arriel 2 ersetzt wurde.
Das AirMule verfügt über ein 4-Kanal-Fly-by-wire-System. Zur Positions- und Lagebestimmung stehen ein Trägheitsnavigationssystem, GPS, Dopplerradar sowie Laserhöhenmesser zur Verfügung. Die Steuerung erfolgt über verstellbare Rotorblätter sowie bewegliche Lamellen, die sich auf der Ober-, Unter-, Vorder- und Rückseite im Luftstrom der Gebläse befinden. Durch gleich- oder gegenläufige Auslenkung an Ober- und Unterseite können laterale Kräfte und Momente für die Steuerung erzeugt werden, vergleichbar der Steuerung eines Tandemhubschraubers. Zur Vortriebserzeugung und Unterstützung der Steuerung stehen zusätzlich zwei Mantelgebläse am Heck zur Verfügung. Der Antrieb der Steuerung erfolgt über zwei redundante Hydraulikkreisläufe. Bei Versorgungs- oder Evakuierungsflügen in unbekanntem Gelände soll der Landeplatz entweder durch Auslegen einer Markierung oder per Lasermarkierung, die dann optisch erfasst wird, erfolgen.
Eine Zulassung nach den Vorgaben der FAA wird angestrebt.

## Einsatzszenarien
Starkes Interesse am AirMule besteht seitens des Militärs. Hier stehen insbesondere MedEvac-Einsätze im Vordergrund. Vorteile gegenüber herkömmlichen Lösungen mit Hubschraubern sind hierbei, dass keine Besatzung gefährdet wird, keine offene Rotoren Menschen am Boden gefährden und nur recht kleine Landezonen notwendig sind. Auch die Versorgung von Truppen im Kampfgebiet soll zu den zukünftigen Aufgaben zählen. Aufgrund der in Grenzen vorhandenen Unabhängigkeit von Schubvektor und Lage des Rumpfes werden auch Vorteile bei der Landung auf sich bewegenden Schiffen untersucht.
Für den zivilen Markt soll das AirMule mit Roboterarmen ausgestattet werden und so Wartungsaufgaben an Brücken, Stromleitungen und ähnlichem vornehmen können. Von Vorteil sind in diesem Fall die gekapselten Rotoren, die sich nicht in den Leitungen verfangen können. Versorgungsaufgaben im Katastrophenfall sind ebenfalls potenzielle Missionsszenarien.

## Derivate
Basierend auf dem AirMule wird über eine weitere Variante mit höheren Geschwindigkeiten nachgedacht. Auch ein kleineres, ferngesteuertes Modell, der Panda mit 14 kg Abfluggewicht, wurde bereits erprobt. Auf der Konstruktion des AirMule basierend, jedoch für den Personentransport vorgesehen ist die Centaur. Ein größeres und mit zwei Triebwerken ausgestattetes Derivat wird unter dem Namen X-Hawk sowohl für den zivilen als auch für den militärischen Markt entwickelt.

## Technische Daten
| Kenngröße             | Daten                            |
| --------------------- | -------------------------------- |
| Länge                 | 6,2 m                            |
| Breite                | 2,15 m                           |
| Höhe                  | 1,8 m                            |
| Gebläsedurchmesser    | 1,8 m                            |
| Nutzlast              | 635 kg abzüglich Kraftstoffmasse |
| Leermasse             | 771 kg                           |
| max. Startmasse       | 1406 kg                          |
| Höchstgeschwindigkeit | > 100 kts ( >185 km/h)           |
| Dienstgipfelhöhe      | 12 000 ft                        |
| Flugzeit              | bis 5 h                          |
| Triebwerk             | Turbomeca Arriel 2               |